# La Tourette
La Tourette là một xã trong tỉnh Loire miền trung nước Pháp.